# Rhyacophila nanpingensis
Rhyacophila nanpingensis är en nattsländeart som beskrevs av Sun och Yang 1998. Rhyacophila nanpingensis ingår i släktet Rhyacophila och familjen rovnattsländor. Inga underarter finns listade i Catalogue of Life.